# 新加坡宪法
新加坡共和国宪法是新加坡的最高法律。现行宪法于1965年8月9日生效，源于1963年颁布的《新加坡邦宪法》、《马来西亚联邦宪法》（经 1965年的《新加坡共和国独立法案》适用于新加坡）、及《新加坡共和国独立法案》。宪法文本是新加坡宪制性法律中的约束性法源之一，其他约束性法源包括宪法的司法解释和某些其他法令；非约束性法源包括软法、宪法惯例和国际公法。
新加坡高等法院进行两种类型的司法审查：立法之司法审查与行政之司法审查。虽然在1980年的一个案例中，英国枢密院认为，宪法第四部分的基本自由应作广义解释，而新加坡法院常怀假定合宪之理念，致使基本自由权利被狭义解释。
宪法第4条写明新加坡宪法为新加坡的最高法律。而在实践中，新加坡的法律制度事实上以议会主权为特征。
新加坡宪法根据条款的性质，有两种修改的方式。大多数宪法条款在二读、三读过程中，经所有议员三分之二以上的支持，便可以修改。保护新加坡主权的条款，则需在全国公民投票中获得至少三分之二总票数的支持下，才能修改。这一要求也适用于第5条(2A)和第5A条，但尚未生效。新加坡宪法第5条(2A)保护部分核心宪法条款，如宪法第四部分中的基本自由，以及与总统选举、权力、维护、免于起诉和免职有关的条款。宪法第5A条授权总统否决直接或间接规避或限制其自由裁量权的宪法修正案。这些规定尚未生效，因为新加坡政府认为民选总统的政治地位尚在演变，需要进一步完善。
此外，新加坡高等法院不承认印度最高法院关于宪法基本结构（basic structure）的理论；也就是说，议会有权修改或废除《宪法》的任何条款，即使是那些被认为是基本的条款。

## 历史

### 殖民地时期
新加坡于1867年成为英国海峡殖民地的一部分。1867年2月4日颁布的英王制诰（letters patent），是海峡殖民地的“宪法”，设立了海峡殖民地的立法会。其后，新的诰书在1877年设立了行政会议，并赋予总督委任法官之权。海峡殖民地最后的宪法性文件是1924年的诰书及皇室训令（royal instruction）。
第二次世界大战期间，新加坡被日本占领。战后，海峡殖民地于1946年解散，新加坡成为英国皇室殖民地。此时，《1946年新加坡枢密令》（Order in Council）是新加坡新的宪法性文件，设立了行政会议和立法会，并首次包含民选成员。《1946年新加坡枢密令》于1948年3月1日生效；同年3月20日，新加坡举行了第一次立法会选举。1955年，英国政府根据林德爵士领导的宪法委員会的报告书颁布了新的《1955年新加坡殖民地枢密令》（即后世所称的「林德宪法」），重新设立了立法会，其议员基本由选举产生，但殖民政府保留了对行政、财政、内部安全和执法的权力。
1958 年，《新加坡（宪法）枢密令》使新加坡成为大英帝国内的自治邦，设立了新加坡国家元首、总理和立法议会（51名议员完全由选举产生）。

### 马来西亚时期
根据1963年的《马来西亚协定》，新加坡并入马来西亚联邦，成为马来西亚的一个州，不再为殖民地。新加坡此时的宪法是《马来西亚联邦宪法》及1963年的《新加坡州宪法》。《新加坡州宪法》大部分内容与1958年的《枢密令》相同，但不提及司法机构，因为司法机构由联邦宪法规定。

### 独立后
《1965年新加坡共和国独立法》（RSIA）于1965年12月22日由议会通过，并追溯至1965年8月9日。《独立法》规范了新加坡的独立立法权和行政权。根据《独立法》，新加坡行政权属于总统，由总统或内阁行使，而此前属于马来西亚国家元首和议会的立法权，则属于新加坡总统和国会。此外，《独立法》授权总统“对任何成文法作出他认为必要或适宜的修改，以适应本法及新加坡从马来西亚分离后获得的独立地位”。此权力从1965年持续到1968年。
新加坡独立后，宪法部分条款依旧源自《马来西亚联邦宪法》。1965年的《新加坡共和国独立法》第6(1)条规定，除该法第6(3)条规定的条款外，《马来西亚宪法》的条款“应在新加坡继续有效，但须作出必要的修改、调整、限定和例外，使其符合新加坡脱离马来西亚后的独立地位”。值得注意的是，《马来西亚联邦宪法》第二部分规定的“基本自由”适用于新加坡，但关于财产权的第13条被删除，以确保新加坡《1966年土地征用法》的合宪性。《土地征用法》授权新加坡政府强制征用地产。
1980年3月11日，新加坡政府整理分散于各个法案中的宪法条文，并整合出版。为了整理宪法条文，司法部长被赋予酌处权，可以合并宪法条文，并根据新加坡的独立地位作出必要或适宜的修改、重新安排条款、或省略重复的、不适当的或不适用的内容。据此，政府颁布了1980年《宪法》再版。此外，总统有权授权司法部长出版更多重印本，纳入当时生效的所有宪法修正案。
自1965年8月9日《新加坡共和国宪法》生效以来，已经历51次修订，部分重要的宪法修改如下：
- 1965年：降低修宪门槛，可由国会以简单多数修改。
- 1970年：为了保障种族和宗教少数群体的权利，成立了总统委员会。1973年，更名为“总统少数民族权利委员会” （Presidential Council for Minority Rights），其主要职能是审查国会通过的法案，以确保法案不歧视任何种族或宗教社群。
- 1979年：提高修宪门槛，要求修宪案二读和三读时，需当选议员支持比率至少为三分之二。
- 1984年：引入了非选区议员（Non-constituency Members of Parliament）。
- 1988年：引入集选区（Group Representation Constituencies）。此后，国会部分席位由集选区选出，参选人需要几个人组成团队参选国会议员。角逐集选区议席者的至少其中一人必须是来自少数种族社群。
- 1990年：引入提名议员（Nominated Members of Parliament），给议会带来更多独立的声音。
- 1991年：规定总统由直接选举选出。
- 1994年：设立新加坡共和国宪法法庭，使总统得根据内阁建议，就部分宪法问题，征求该法庭意见。
- 2016年：规定如一社群连续5届或5届以上未有成员担任总统，则总统参选人必须来自该社群。

## 宪法结构
新加坡宪法分为十四部分（part），如下所示：
| 部分  | 主题 |
| ----- | --- |
| I.    | 前言 |
| II.   | 共和国与宪法 |
| III.  | 新加坡共和国主权之保护 |
| IV.   | 基本自由 - 第9条：生命权与人身自由权 - 第10条：禁止奴隶制和强迫劳动 - 第11条：禁止刑法追溯既往和重复审判 - 第12条：平等权利与平等保护 - 第13条：禁止流放，行动自由权 - 第14条：言论、集会和结社自由权 - 第15条：宗教自由权 - 第16条：教育平等权 |
| V.    | 政府 |
| VI.   | 立法机关 |
| VII.  | 少数人权利总统委员会 |
| VIII. | 司法 |
| IX.   | 公共服务 |
| X.    | 国籍 |
| XI.   | 财政条款 |
| XII.  | 反颠覆特权与紧急权力 |
| XIII. | 一般条款 |
| XIV.  | 过渡性条款 |